# Hans Josefsson (orgelbyggare)
Hans Josefsson, född 15 augusti 1821 i Mossebo, död 5 december 1909 i Hajom, var en svensk organist och amatörorgelbyggare i Hajom. Han byggde mindre orgelverk i Göteborgs stift.

## Orglar
| År   | Ursprunglig kyrka    | Stift    | Bild | Manualer | Pedal | Stämmor | Bevarad orgel/fasad | Övrigt                                                |
| ---- | -------------------- | -------- | ---- | -------- | ----- | ------- | ------------------- | ----------------------------------------------------- |
| 1853 | Södra Åsarps kyrka   | Göteborg |      |          |       |         | Nej/Nej             |                                                       |
| 1862 | Norra Unnaryds kyrka | Skara    |      |          |       |         | Nej/Nej             |                                                       |
| 1864 | Hajoms kyrka         | Göteborg |      |          |       |         | Nej/Nej             |                                                       |
| 1866 | Grönahögs kyrka      | Göteborg |      |          |       |         | Nej/Nej             | Byggde eventuellt denna orgel. Numera i Skara stift.  |
| 1872 | Gunnarsjö kyrka      | Göteborg |      |          |       |         | Nej/Nej             |                                                       |
| 1873 | Torestorps kyrka     | Göteborg |      |          |       |         | Nej/Ja              |                                                       |
| 1874 | Mossebo kyrka        | Göteborg |      |          |       |         | Ja/Ja               | Renovering. Står numera i S:t Olofs kapell, Tylösand. |
| 1875 | Hyssna kyrka         | Göteborg |      |          |       |         | Ja/Ja               |                                                       |
| 1875 | Mjöbäcks kyrka       | Göteborg |      |          |       |         | Nej/Ja              |                                                       |